# 1941 في مصر
فيما يلي قوائم الأحداث التي وقعت خلال عام 1941 في مصر.

## أفلام
من الأفلام التي صدرت هذه السنة في مصر:
- 1 يناير – الفرسان الثلاثة من إخراج توجو مزراحي.
- 1 يناير – امرأة خطرة من إخراج أحمد جلال.
- 1 يناير – انتصار الشباب من إخراج أحمد بدرخان.
- 1 يناير – إلى الأبد من إخراج كمال سليم.
- 1 يناير – سي عمر من إخراج نيازي مصطفى.
- 1 يناير – ليلى بنت المدارس من إخراج توجو مزراحي.
- 1 فبراير – ليلى بنت الريف من إخراج توجو مزراحي.
- 20 مارس – ألف ليلة وليلة من إخراج توجو مزراحي.
- 14 سبتمبر – صلاح الدين الأيوبي من إخراج إبراهيم لاما.
- 9 أكتوبر – مصنع الزوجات من إخراج نيازي مصطفى.
- 1 ديسمبر – عريس من إسطنبول من إخراج يوسف وهبي.

## مواليد

### فبراير
- 19 فبراير – محمود ياسين ممثل مصري.
- 28 فبراير – سوزان مبارك سياسية مصرية.

### مايو
- 13 مايو – يونس شلبي ممثل مصري.
- 27 مايو – نجيب قنواتى

### يونيو
- 23 يونيو – رشيقة الريدى عالمة مناعة مصرية.

### سبتمبر
- 9 سبتمبر – محمود أبو رجيلة لاعب كرة قدم مصري.

### أكتوبر
- 16 أكتوبر – عباس حلمي الثالث رجل أعمال مصري.

### نوفمبر
- 25 نوفمبر – أحمد شفيق قائد القوات الجوية المصرية الأسبق، ورئيس وزراء مصر الأسبق.

## وفيات

### مايو
- 2 مايو – بينيلوبي دلتا (مواليد 1874) كاتبة أدب أطفال يونانية.